# Lisa Tuttle
Lisa Gracia Tuttle (* 16. září 1952, Houston, Texas) je americká spisovatelka věnující se převážně žánrům science fiction, fantasy a horor. Studovala literaturu na Syracuské universitě. Roku 1974 získala ocenění Johna W. Campbella za nejlepšího nového spisovatele. V roce 1981 vyšel její román Křídla snů, který napsala spolu s Georgem R. R. Martinem.
Za svou povídku The Bone Flute z roku 1982 byla nominována na cenu Nebula, kterou nakonec také vyhrála. Tuttle však ocenění odmítla, a stala se tak první a jedinou osobou, která se ceny vzdala. Důvodem odmítnutí bylo, že již dříve oznámila, že nominaci stahuje na protest proti tomu, že jiný účastník soutěže, George Guthridge, rozeslal na podporu své povídky dopisy členům organizace SFWA, která ceny uděluje.
V letech 1981 až 1987 byl jejím manželem spisovatel Christopher Priest. Rovněž vydala knihu pro děti.